# Alain Douville
Pour les articles homonymes, voir Douville (homonymie).
Alain Douville, né le 20 mai 1950 à Agon (Manche) et mort le 3 juillet 2025 à Mont-de-Marsan, est un footballeur français.

## Carrière
Alain Douville commence une courte carrière en athlétisme, grâce à son excellente vitesse de sprint (10 s 6 sur 100 mètres, participations au championnat de France) et pratique également le football au FC Saint-Lô. En 1973, il quitte Saint-Lô pour Caen pour suivre ses études, afin de devenir professeur d'Éducation physique et sportive (EPS), un métier qu'il conserve toute sa vie. Il prend sa licence dans le principal club de football de la ville, le Stade Malherbe Caen, où il est spécialement couvé par Émile Rummelhardt, qui vient de laisser le poste d'entraîneur de l'équipe première à Jacques Mouilleron. 
De 1973 à 1985, il est le gardien de but titulaire du SM Caen, en Division 3 ou en Division 2. Il dispute près de 300 matchs toutes compétitions confondues avec le club. À l'apogée de sa carrière, il est sélectionné en équipe de France amateurs contre les Pays-Bas le 13 avril 1977 (il joue la seconde mi-temps en remplacement du gardien Jean-Michel Godart de Nœux-les-Mines  ; le match se solde par une défaite des Français 4-0), aux côtés de son coéquipier Jean-Paul Bouffandeau. Il connaît trois longues périodes d'indisponibilité, lors de la saison 1978-1979 à cause d'une blessure au genou, lors de la saison 1981-1982 au cours de laquelle il se retire temporairement et joue simplement comme ailier gauche avec l'équipe C, puis en 1984-1985 du fait d'une hépatite virale. 
Il devient l'entraîneur des gardiens du club à sa retraite sportive, en 1985, alors que le club retrouve officiellement le statut professionnel. Son jubilé est organisé le 5 mars 1988, en lever de rideau du match Caen-Rouen. 
Il est le co-auteur la même année du livre référence sur l'histoire du club : Malherbe d’hier et d’aujourd’hui : 75 ans de football au SM Caen. Il reste l'entraineur des gardiens du club jusqu'en 2001.
En dehors de sa carrière en club, il est aussi professeur d'éducation physique et sportive au lycée Salvador-Allende d'Hérouville-Saint-Clair, dans le Calvados et prend sa retraite en 2014.
Il donne le coup d’envoi fictif de la rencontre commémorant les 110 ans du Stade Malherbe le 21 octobre 2023 contre Auxerre.

## Statistiques
| Saison                | Club                  | Championnat           | Championnat | Championnat | Coupe(s) nationale(s) | Coupe(s) nationale(s) | Total | Total |
| Saison                | Club                  | Division              | M.          | B.          | M.                    | B.                    | M.    | B.    |
| 1972-1973             | FC Saint-Lô           | DH                    | -           | -           | -                     | -                     | 0     | 0     |
| 1973-1974             | SM Caen               | 3                     | 27          | 0           | 0                     | 0                     | 27    | 0     |
| 1974-1975             | SM Caen               | 3                     | 30          | 0           | 1                     | 0                     | 31    | 0     |
| 1975-1976             | SM Caen               | 2                     | 34          | 0           | 1                     | 0                     | 35    | 0     |
| 1976-1977             | SM Caen               | 2                     | 34          | 0           | 3                     | 0                     | 37    | 0     |
| 1977-1978             | SM Caen               | 2                     | 33          | 0           | 1                     | 0                     | 34    | 0     |
| 1978-1979             | SM Caen               | 3                     | 7           | 0           | 0                     | 0                     | 7     | 0     |
| 1979-1980             | SM Caen               | 3                     | 33          | 0           | 0                     | 0                     | 33    | 0     |
| 1980-1981             | SM Caen               | 2                     | 31          | 0           | 1                     | 0                     | 32    | 0     |
| 1981-1982             | SM Caen C             | -                     | -           | -           | -                     | -                     | 0     | 0     |
| 1982-1983             | SM Caen               | 3                     | 31          | 0           | 0                     | 0                     | 31    | 0     |
| 1983-1984             | SM Caen               | 3                     | 23          | 0           | 3                     | 0                     | 26    | 0     |
| 1984-1985             | SM Caen               | 2                     | 15          | 0           | 0                     | 0                     | 15    | 0     |
| Total sur la carrière | Total sur la carrière | Total sur la carrière | 298         | 0           | 10                    | 0                     | 308   | 0     |